# Гетти, Сьюзен
Сьюзен Гетти (англ. Susan Getty) — фигуристка из Великобритании, бронзовый призёр чемпионатов Европы 1971 года, четырёхкратная чемпионка Великобритании 1970, 1971, 1973, 1974 годов в танцах на льду.
Выступала в паре с Роем Брэдшоу.

## Спортивные достижения
| Соревнования/Сезоны       | 1969 | 1970 | 1971 | 1972 | 1973 | 1974 |
| ------------------------- | ---- | ---- | ---- | ---- | ---- | ---- |
| Чемпионаты мира           | 7    | 5    | 4    |      |      |      |
| Чемпионаты Европы         |      | 5    | 3    |      |      |      |
| Чемпионаты Великобритании | 3    | 1    | 1    |      | 1    | 1    |